# Liga Eleitoral Católica
Die Liga Eleitoral Católica (LEC) (deutsch Katholische Wahlliga) war ein katholisches Wahlbündnis in Brasilien, das Kandidaten für die Wahl im Jahr 1933 zur Verfassungsgebenden Versammlung aufgestellt hat.

## Historischer Kontext
Der zunehmende Autoritarismus von Präsident Getúlio Dornelles Vargas führte zur konstitutionalistischen Revolte im Bundesstaat São Paulo. Diese scheiterte zwar, doch sie zwang Vargas zur Einberufung einer verfassungsgebenden Versammlung, um eine neue Verfassung für das Land auszuarbeiten. Die Katholische Kirche sah hier die Gelegenheit gekommen, bessere Bedingungen zu erreichen, nachdem sie in der Verfassung von 1891 sehr benachteiligt wurde.

## Wirken

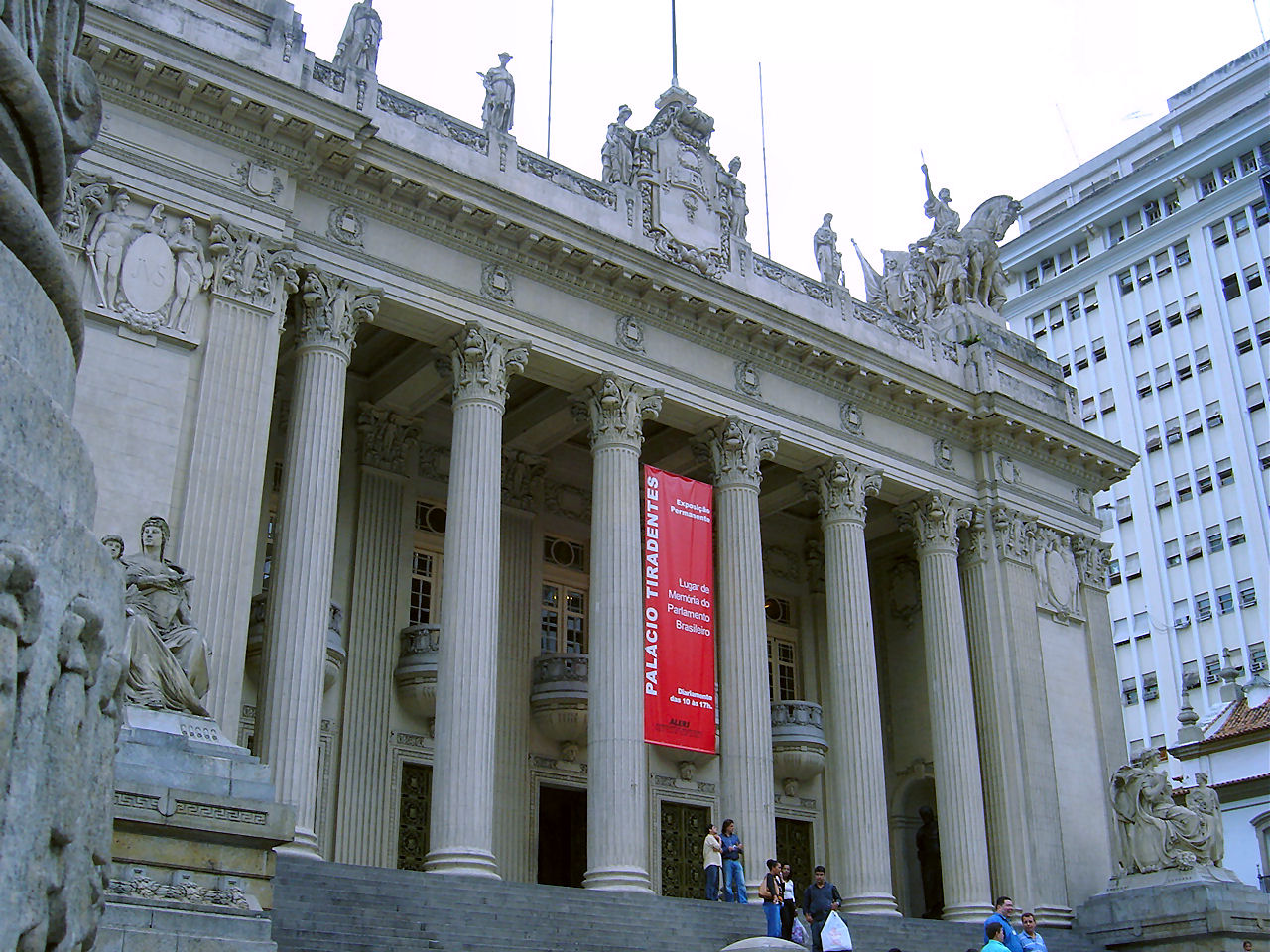
Palácio Tiradentes in Rio de Janeiro, Tagungsort der Verfassungsgebenden Versammlung von 1933/34.

Plinio Corrêa de Oliveira, Alceu Amoroso Lima und Heitor da Silva Costa, führende Figuren des sehr starken brasilianischen Katholizismus der 1920er und 1930er Jahre, gründeten dann, mit großer Unterstützung durch Bischöfe, vor allem vom Kardinal-Erzbischof von Rio de Janeiro, Sebastião Leme da Silveira Cintra, die Liga Eleitoral Católica. Zu den Wahlen vom 3. Mai 1933 kandidierten die Kandidaten in Mehrparteienlisten. Mehrere ihrer Kandidaten wurden gewählt. Erster Präsident der Wahlliga war Dr. Estêvão Ribeiro de Sousa Resende (Souza Rezende in der damaligen Schreibweise). Weitere Abgeordnete waren u. a. Alceu Amoroso Lima, Plinio Correa de Oliveira und Waldemar Cromwell do Rego Falcão, der später Arbeitsminister unter Getúlio Vargas wurde. Wichtigste Publikation für die Meinungen der LEC während der Sitzungszeit war die katholische Wochenzeitung O Legionário, offiziöses Organ des Erzbistums São Paulo. 
Die Verfassungsgebende Versammlung tagte ab dem 15. November 1933. Ziel der katholischen Wahlliga war, ein Katalog von Mindestforderungen durchzusetzen: Unauflöslichkeit der Ehe, Religionsunterricht in den Schulen und religiöse Betreuung der Streitkräfte und der Gefangenen. Diese, sowie weitere Forderungen, wie die Erwähnung Gottes in der Verfassungspräambel, staatliche Unterstützung für kinderreiche Familie u. a., fanden Eingang in die neue Verfassung, die am 16. Juli 1934 in Kraft trat. 
Formell existierte die Liga Eleitoral Católica bis 1937. In der Verfassung von 1937 wurden die erreichten Forderungen der Wahlliga generell beibehalten. Für die Wahlen am 2. Dezember 1945 nach der Absetzung von Präsident Vargas organisierte sie sich erneut, konnte aber nicht an die alten Erfolge anknüpfen.